# Czerwonka-Wieś
Czerwonka-Wieś [t͡ʂɛrˈvɔnka ˈvjɛɕ] est un village polonais de la gmina de Sochaczew dans le powiat de Sochaczew et dans la voïvodie de Mazovie.
Il se situe approximativement à 5 kilomètres au sud-est de Sochaczew et à 48 kilomètres à l'ouest de Varsovie.
Le village a une population de 100 habitants en 2006